# Assassin's Creed: Embers
Assassin's Creed: Embers é um curta-metragem animado criado pela UbiWorkshop em parceria com a Ubisoft Montreal. O curta foi lançado em 15 de novembro de 2011 é um epílogo de Assassin's Creed: Revelations, apresentando o já idoso Ezio Auditore da Firenze após sua aposentadoria da vida de assassino, vivendo no interior de Florença, junto de sua esposa Sofia Sartor e seus filhos.